# Abbaye d'Auberive
L'abbaye d'Auberive est une abbaye cistercienne fondée à Auberive (Haute-Marne) en 1135.

## Histoire

### Fondation

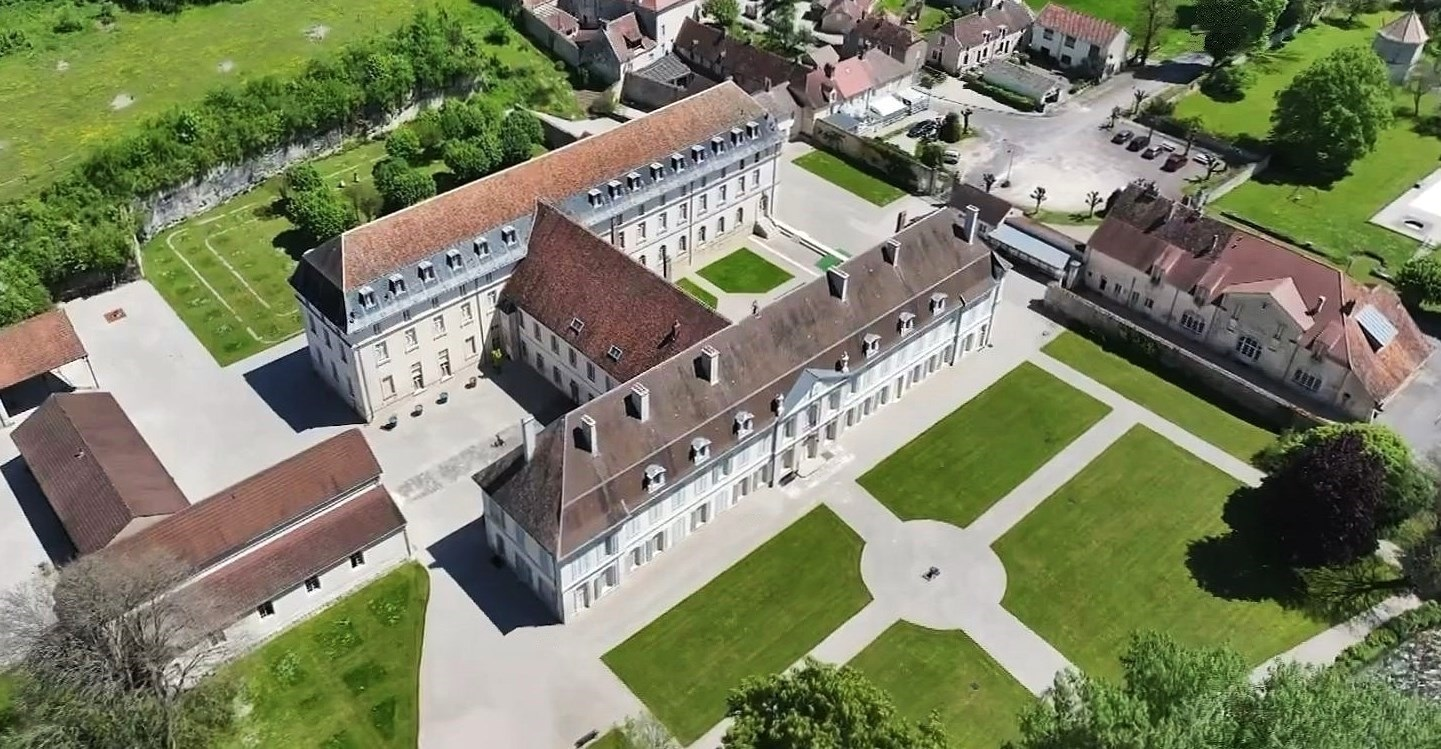
Vue générale de l'abbaye

Fondée en 1135 par saint Bernard, alors abbé de Clairvaux, l’abbaye cistercienne d’Auberive répond à tous les idéaux de ce mouvement monastique.
Elle garde son implantation d'origine ce qui nous permet de voir encore aujourd'hui le travail réalisé par les premiers bâtisseurs. Sur ces terres données par le seigneur évêque de Langres et d’autres seigneurs locaux, les moines imaginent comment aménager cet espace en fond de vallée. À cette époque c'est un lieu sans village, où la rivière Aube passe au milieu du cloître actuel. Un lieu marécageux, dans la forêt, peu propice - à première vue - à l’implantation de bâtiments et d’espaces agricoles.
Ici les moines commencèrent par détourner le cours de l’Aube pour dégager un plus grand espace de construction. La rivière  déplacée et creusée sur le côté sud du vallon, permit l’implantation en parallèle du bief d'un moulin. Elle reçoit également les eaux usées rejetées par les canaux enterrés de l’abbaye.
L’espace ainsi dégagé va leur permettre la construction d’une abbaye reprenant le plan type cistercien.

### Le Moyen Âge
L’abbaye, 24e fille de Clairvaux atteint son apogée en termes de possessions au XIIIe siècle avec 11 granges, 4 maisons de ville (dont une à Dijon), 14 moulins, 13 étangs, une mine de fer, une autre de sel, ainsi que des vignes aux alentours de Dijon (Ruffey-les-Echirey) et de Mussy-sur-Seine.
Les XIVe et XVe siècles sont mal documentés. On sait que l’abbaye a souffert de la guerre de Cent Ans, le troupeau de 2540 moutons en 1386, se réduit à 600 têtes en 1418. L’abbaye est contrainte de mettre en fermage la plupart de ses possessions par manque de convers.
Deux éléments architecturaux évoquent encore le Moyen Âge sur le site : le sanctuaire de l'église abbatiale et l'entourage de la porte du réfectoire des moines.

### LeXVIesiècle
Le XVIe siècle marque le début de la commende. François Ier obtient en 1516, lors du concordat de Bologne, le pouvoir d’exercer le droit de commende que détenait le pape depuis la fin du XIVe siècle. Le roi nomme les abbés commendataires, religieux ou laïcs, qui touchent une partie des bénéfices de l’abbaye.
En effet, ce titre d'abbé devient presque un titre nobiliaire ouvrant droit à environ un tiers des revenus de l'abbaye, le second tiers revenant au clergé régulier, le dernier tiers devant servir à l'entretien des bâtiments de l'abbaye, sous gestion de l'abbé commendataire.
Auberive n’y échappe pas et aura 14 abbés commendataires entre 1519 et 1791. Le premier, Louis de Rye, fit construire le palais abbatial en dehors de l’enclos monastique ; son architecture, avec fenêtres à meneaux est typique de la première moitié du XVIe siècle. Seul, Martial de Lévis (1553-1572) devint moine cistercien et abbé régulier à partir de 1563.   
Ce siècle est aussi celui des guerres de Religion. L'abbaye d'Auberive est pillée deux fois, en 1567 et 1587 et a bien du mal à collecter ses revenus.

### Reconstruction auXVIIIesiècleet Révolution
Au XVIIIe siècle, l'abbaye d'Auberive est reconstruite presque intégralement grâce à sa richesse. Les moines vont vendre l'équivalent de la coupe de 1 700 ha de forêt sur les 5 000 leur appartenant afin de financer cette reconstruction.
Celle-ci suit le mouvement initié dès 1700 par l'abbaye de Saint-Denis en région parisienne.
Deux campagnes de constructions donnent à l’abbaye son apparence d’aujourd’hui. 
La première campagne est faite selon les plans de Claude-Louis Daviler.Les ailes ouest et nord ainsi que l’abbatiale sont démolies (sauf le chœur). celle-ci est reconstruite parallèlement aux  ailes est et ouest  dans une orientation nord/sud. Elle fermait ainsi toujours le cloître, mais s'ouvrait vers ce qui est aujourd'hui la place de l'abbaye.
L’aile ouest devient l’aile des hôtes, on lui donne un aspect de château avec sa façade monumentale de style classique. On reconstruit également les ponts sur l’Aube et le bief du moulin, ainsi que le colombier.
Entre 1781 et 1787, l’aile est est refaite selon les plans de l’architecte François Buron et est surélevée d'un demi-étage pour des raisons d’humidité. 
En 1789 les ordres monastiques sont supprimés par l'Assemblée Constituante (décret du 2 novembre 1789). Les huit derniers moines de l’abbaye partent à la fin  de 1790, le domaine est inventorié (on peut y lire notamment : 857 volumes pour la bibliothèque, 17 fermes, la forge, et dix maisons dans le village qui s'est constitué au fil du temps autour de l'abbaye) puis vendu comme bien national, à l'exception des 5 000 ha de forêts qui deviennent domaniales.

### Usine et villégiature: 1791-1854
Abel Caroillon de Vandeul, gendre de Diderot, achète les bâtiments et y installe une filature de coton entre 1797 et 1807. 
Issu d’une famille de commerçants originaires de Langres où le travail était la vertu première, cet homme fonda avec ses 3 frères une entreprise prospère
composée d’entreprise de forge et d’exploitation de bois en Normandie. Homme d’affaires avisé et ambitieux, il se maria avec la fille unique de son voisin parisien, Denis Diderot. Sa femme Marie-Angélique Diderot, était à la fois la dépositaire de l’esprit philosophique de son père et avait été élevée par sa mère de façon dévote. Elle fut pour son mari le contrepoids moral à son ambition, à son goût pour l’argent  et à son avarice naturelle. Physiquement, Caroillon de Vandeul est décrit comme un homme assez petit, aux cheveux rares, au teint rouge mais à l’œil vif et à l’activité infatigable. Ce sera d’ailleurs un point de mésentente dans son couple, celui-ci préférant courir les routes pour vérifier la bonne marche de ses entreprises plutôt que de rester auprès de son épouse à Paris. 
Ce capitaine d’industrie sut profiter des événements de la Révolution pour développer de nouvelles activités. Ainsi il fit l’acquisition de l’abbaye d’Auberive pour y développer une activité de filature de coton. À cette fin, il fit modifier la chute d’eau du moulin pour mettre en place des métiers à filer actionnés par la force hydraulique, venus d'Angleterre, de type "mule jenny", et installés par un ingénieur anglais, Dobson. Ces métiers arrivèrent en 1797 avec les premières balles de coton en provenance du Havre. Celle–ci fonctionnera une dizaine d’années, avant que Caroillon ne transforme l’abbaye en lieu de résidence de plaisance (rendant ainsi évidente aux yeux de tous sa réussite sociale), pour sa femme et lui. Après son décès celle-ci conservera le domaine jusqu’à sa mort en 1824.
Après la mort de ses parents, le fils Vandeul vend en 1825 l’abbaye au maître de forges Bordet qui l'utilisa en maison de plaisance. Ce dernier démonte en 1835 l’église abbatiale du XVIIIe afin de réaliser un haut fourneau à 6 km, au lieu-dit « la Thuilière ». Il élargit le moulin en 1844 pour en faire une orangerie.
Dix ans plus tard, Bordet met en vente l'abbaye.

### La période carcérale: 1856-1924
Le 18 octobre 1856, l'État décide de racheter l'abbaye pour en faire une maison centrale pour femmes. Cet achat a pour but de désengorger la prison de Clairvaux, implantée dans l'ancienne abbaye « mère » de l'abbaye d'Auberive, devenue maison centrale au début du XIXe siècle.
L’abbaye est aménagée en deux campagnes par l’architecte Dormoy : les murs d’enceinte sont renforcés, ainsi que des cellules de punition dans l’aile Est sont créées. Aux premier et second étages de cette même aile, des dortoirs communs sont mis en place. 
Une chapelle polyvalente est construite à l'arrière de l'abbaye car les prisonnières doivent prier, travailler et vivre dans le silence afin de racheter leurs fautes face à la société. Conçue pour accueillir jusqu'à 600 prisonnières, la chapelle sert à la fois de lieu de culte, de lieu d'éducation et de réfectoire.
La journée type des prisonnières est très organisée : levées à 4 h 30 en été, 6 h en hiver, elles ont deux repas par jour (vers 9 h et 16 h) composés d'une assiette de légumes tels que des lentilles, pommes de terre, haricots, riz… ainsi que du pain (à discrétion). La viande est donnée les dimanches et jours fériés, environ 80 g par personne. Elles peuvent également cantiner et acheter du lard, jambon ou fromages, mais dans la limite de 20 centimes par jour (part prise sur le salaire qu'elles reçoivent en contrepartie de leur travail).
Le travail obligatoire fait l'objet d'un contrat avec des entrepreneurs privés (maximum 9 ans) qui en échange de cette main d’œuvre donnent à la prison de quoi nourrir, vêtir et payer les prisonnières. Ici, les prisonnières confectionnent principalement des vêtements pour l'armée. Elles sont également chargées de l'entretien et du fonctionnement de la maison centrale. 
La plus célèbre des prisonnières incarcérée à la Maison Centrale d'Auberive fut Louise Michel. En 1871, la prison de Versailles étant encombrée, on la transfère avec une vingtaine d'autres femmes à Auberive pour y attendre sa déportation au bagne de Nouvelle-Calédonie. Elle y restera 20 mois (24 décembre 1871- 24 août 1873). Arrivée très déprimée après la répression de la Commune, elle se reconstruit au fil des mois en aidant ses codétenues à écrire des lettres quand elles sont illettrées. Elle les instruit, commence également des livres tels que Le livre du bagne ou encore un recueil de contes, Le livre du jour de l'an. Elle finit par préparer son voyage pour le bagne en entrant en contact avec le président de la Société d'Acclimatation afin de lui envoyer ses observations sur la faune et la flore. Sophie Poirier, militante républicaine fut condamnée à la déportation dans une enceinte fortifiée qui fut la Maison Centrale d'Auberive où elle reste jusqu’à la fin de sa vie. Marie Chiffon y fut incarcérée avant d’être déportée vers la Nouvelle-Calédonie .
Entre 1885 et 1891, l’abbaye devient une colonie industrielle pour délinquantes mineures, puis de 1894 à 1924 une colonie agricole pour jeunes garçons. L’emploi du temps de la journée se partage entre travaux agricoles et enseignements élémentaires. C'est la loi du 5 août 1850 qui crée ces établissements pour délinquants mineurs (de 7 à 16 ans) afin de les sortir des prisons classiques et les former à des métiers d'ouvriers (agricoles ou industriels). Les conditions d'enfermement sont les mêmes que celles des prisonnières adultes. Les plus jeunes travaillent les terres de la ferme de la Cude louées par la colonie pénitentiaire. Les plus âgés sont placés comme garçons de ferme. 
Durant ces 30 années de colonie agricole, entre 100 et 200 enfants en moyenne seront placés à l'abbaye d'Auberive, recevant une formation agricole et une instruction. La très grande disparité de ces pupilles (entre véritables délinquants juvéniles jusqu'à des enfants attardés), les moyens d'instructions faibles et les difficultés de surveillance (nombreuses évasions) mèneront l'État à considérer ces colonies comme un échec national et à demander la fermeture de ces établissements.

### Renouveau monastique: 1927-1960

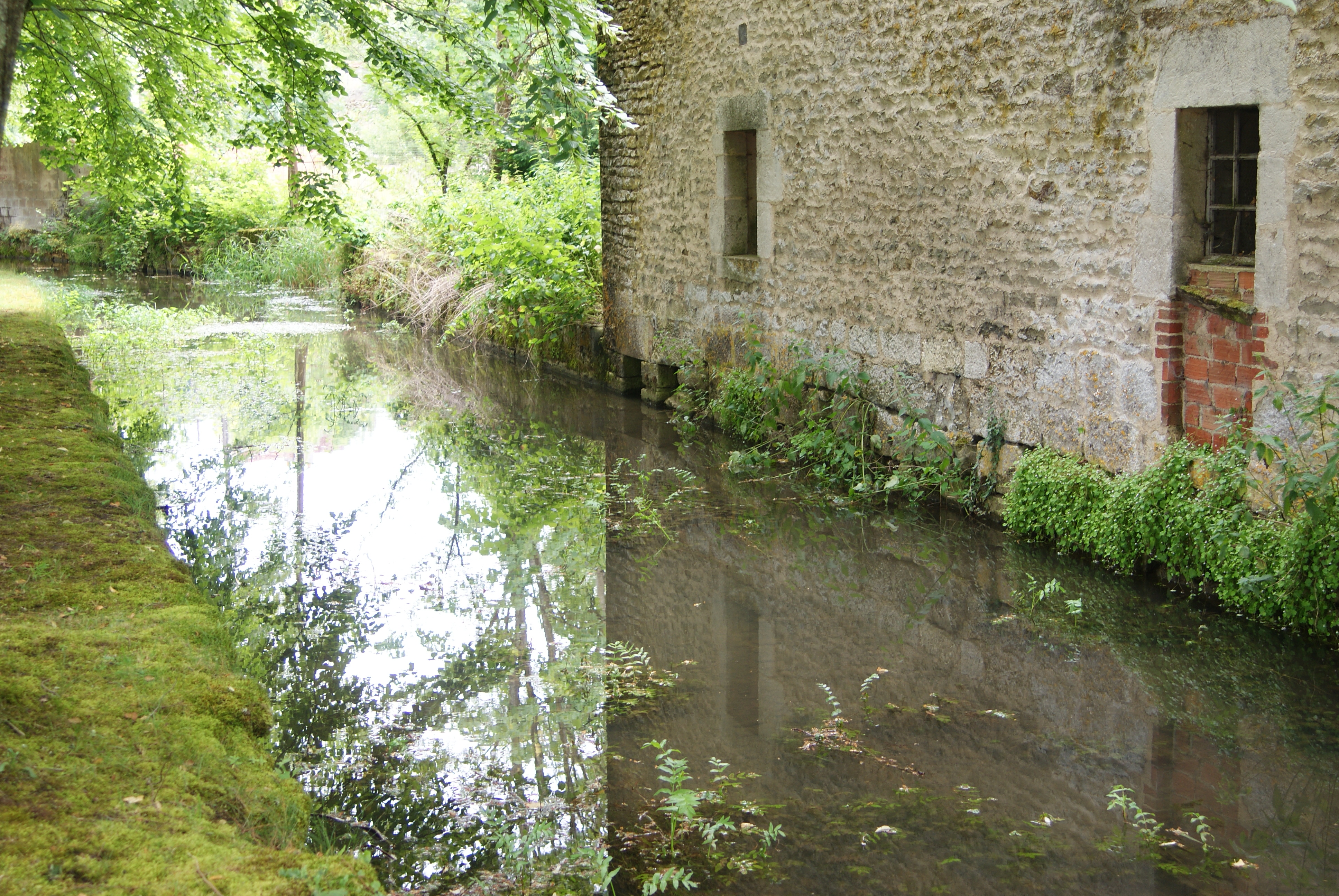
L'Aube.

Mise en vente en 1926, l’abbaye retrouve une vie monastique de 1927 à 1960.
Mgr Vladimir Ghika y fonde la communauté des Frères et Sœurs de Saint-Jean qui a pour but d'accueillir vocations précoces et tardives et de soulager toute détresse. Cette communauté mixte n’œuvrera que quatre ans dans les murs de l'abbaye.
Faute de moyens, ils sont contraints de revendre l'abbaye à la communauté bénédictine Sainte-Marie, rue de la Source à Paris, en 1930. Avant la Seconde Guerre mondiale, le site est surtout occupé l'été comme un lieu de vacances pour les novices, et de repos pour les moines convalescents. L'abbaye deviendra une filiation de la Source en 1950 avec la présence en permanence d'une dizaine de religieux. On leur doit l'implantation des vergers encore visibles aujourd'hui sur le site de l'abbaye. Environ une 40e de variétés de pommiers, poiriers et pruniers, qui en font aujourd'hui un verger de sauvegarde de variétés anciennes endémiques telle que la pomme d'Auberive. Ils redécouvrent également le reste de l'église médiévale (son sanctuaire) qui avaient été transformée au XVIIIe siècle en chapelle nocturne puis oublié par l'histoire.
Des cisterciens achèvent cette seconde vie monastique de l'abbaye : la communauté cistercienne Sainte-Marie de Pont-Colbert à Versailles, menacés d’expulsion, rachète aux bénédictins l'abbaye en 1954, qui en 1960 est rachetée par l'entreprise Solvay de Tavaux, laquelle en fera la colonie de vacances de son comité d'entreprise. En 2005, elle ouvre pour la première fois ses portes au public.

### LeXXIesiècle

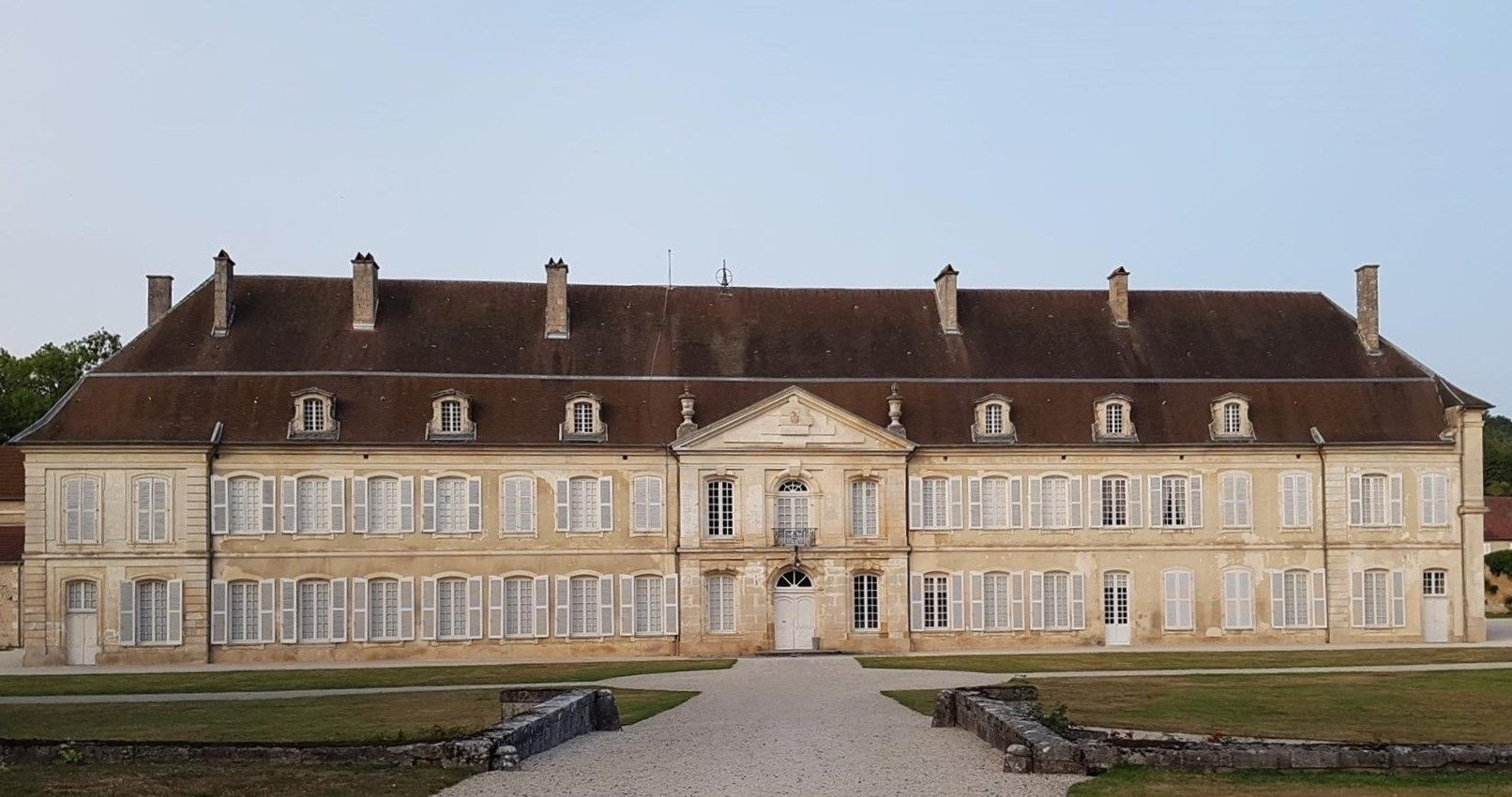
L'abbaye cistercienne d'Auberive.

L'abbaye, partiellement et progressivement, a fait l’objet d’un classement au titre des monuments historiques depuis 1956. Elle est aujourd'hui la propriété privée de la famille Volot, qui en assure la réhabilitation culturelle avec un centre d'art contemporain et une saison musicale et festive durant l'été.
Ce site est ouvert au public. Il abrite également, dans son parc de six hectares et demi, un verger conservatoire d'anciennes variétés de fruitiers. 
Quant à l'ancien palais abbatial voisin datant du XVIe siècle, il abrite une auberge.

## Liste des abbés commendataires
- Jean de Gonesse.
- Sous saint Louis, Pierre d'Autricourt est 12e abbé.
- 1519 : Louis de Rye (?-1550), évêque de Genève en 1544, reste à la tête de ses abbayes comme abbé à l'abbaye Notre-Dame d'Acey, l'abbaye de Saint-Claude, l'abbaye Saint-Pierre de Gigny, et l'abbaye d'Auberive. Il choisit comme coadjuteur son frère Philibert.
- 1630-1636 : Melchior de Saulx de Tavannes (après 1587-1636), vicomte de Tavannes[14], fut également abbé de l'abbaye Sainte-Marguerite de Bouilland, à 15 km de Beaune[15] de l'ordre hospitalier de Saint-Antoine. Il testa le 26 août 1636[16].
- 1709 : Henri Bochard de Champigny, nommé par le roi le 12 avril[17]
- 1731-1759 : Antoine-René de La Roche de Fontenille, chanoine de la cathédrale Notre-Dame de Paris, évêque de Meaux en 1737, mort le 7 janvier 1759, il était également abbé de l'abbaye Saint-Faron de Meaux, et prieur du prieuré Saint-Pierre-et-Saint-Paul d'Abbeville.
- 1759-1779 : Jean-Louis de La Marthonie de Caussade, évêque de Meaux ainsi qu'abbé d'Auberive la même année[18]. Le 7 avril 1753 il avait reçu l'abbaye Saint-Antoine-et-Saint-Pierre de Lézat-sur-Lèze[19].

## Filiation et dépendances
Auberive est fille de l'abbaye de Clairvaux. Parmi ses possessions :
- Genlis : un pré, don de Jean de Janly en 1233. Il est le fils de Maurice[20].

## Cartulaire
3 cartulaires de l'abbaye d'Auberive .